# Supur
Supur (Hongaars: Alsószopor, uitspraak: [ˈɒlʃoːsopor]) is een gemeente in het Roemeense district Satu Mare. De gemeente telt 3199 inwoners. De gemeente bestaat uit onderstaande kernen. De zetel van het gemeentebestuur is in Supuru de Jos.
| Roemeens (endoniem) | Hongaars (exoniem) | Duits (exoniem)                     |
| ------------------- | ------------------ | ----------------------------------- |
| Dobra               | Dobra              | Dobrau                              |
| Giorocuta           | Girókuta           | Gregorsbrunn, Gerlsbrunn, Girbrunn  |
| Hurezu Mare         | Nántű              | Nanten, Nanta, Nantü, Harpes        |
| Racova              | Rákosterebes       | Rakau                               |
| Sechereșa           | Szekerestanya      | Sapporhof                           |
| Supuru de Jos       | Togul Cosmi        | Unter-Supern, vroeger ook Kusendorf |
| Supuru de Sus       | Felsőszopor        | Ober-Supern                         |

## Geografie
De gemeente Supur ligt in het zuidoosten van het district Satu Mare en grenst in het westen aan de gemeente Săcășeni, in het noorden aan de gemeenten Acâș en Beltiug, in het noordoosten aan de gemeente Socond, in het oosten aan de gemeente Bogdand, in het zuiden aan het district Sălaj.
De gemeente ligt 45 km ten zuiden van Satu Mare, de hoofdstad van het district Satu Mare.